# Enterradme de Pie: La Odisea de los Gitanos
Enterradme de Pie: La Odisea de los Gitanos es un libro de no ficción sobre la vida del pueblo gitano escrito por la autora estadounidense-uruguaya Isabel Fonseca y publicado en 1995. El libro está organizado en ocho capítulos y contiene fotografías y mapas en blanco y negro.

## Sinopsis
En su libro, Fonseca relata las costumbres del pueblo gitano (en particular: bodas, ritos funerarios, y su obsesión por la pureza) y su vida cotidiana; explorando además su idioma y su misterioso origen. Además, analiza cómo la historia ha afectado a los asentamientos gitanos actuales. Para escribir este libro, Fonseca vivió con pueblos gitanos de Albania y viajó durante cuatro años por Bulgaria, Polonia, República Checa, Eslovaquia, la ex Yugoslavia y Rumanía .
El título "Enterradme de pie" proviene de un proverbio que describe la difícil situación de los gitanos: "Enterradme de pie. He estado de rodillas toda mi vida".

## Recepción
Muchos periódicos y revistas elogiaron el trabajo realizado por Isabel Fonseca y, en una reseña del New York Times, Janet Maslin elogió su obra como "erudita, bellamente escrita". Algunos críticos notaron que Fonseca estuvo emocionalmente involucrada con su trabajo, pero que, en general, era objetiva en su descripción de la vida y el sufrimiento de los pueblos gitanos.
La recepción académica fue más crítica y algunos señalaron que, si bien el trabajo era bueno, Enterradme de pie no podía considerarse como un trabajo antropológico. Un crítico de The Journal of the Royal Anthropological Institute señaló que había oportunidad de mejora en aquellos capítulos acerca de la vida cotidiana de la familia gitana y en detalles sobre sus metodologías de investigación.